# Salsola chorassanica
Salsola chorassanica là loài thực vật có hoa thuộc họ Dền. Loài này được Botsch. miêu tả khoa học đầu tiên năm 1967.